# Richard Young (aktor)
Richard Young (ur. 24 grudnia 1955 w Kissimmee, na Florydzie) – amerykański aktor charakterystyczny, niezależny filmowiec, scenarzysta, fotograf.

## Życiorys
Dorastał w konserwatywnym środowisku w bazach wojskowych, ale zawsze szukał kolejnej wspaniałej przygody. Gdy miał dwanaście lat, jego ojciec kupił mu aparat Leica i nauczył go podstaw oświetlenia, co pomogło mu zostać głównym fotografem licealnej gazety. W wieku 18 lat pracował jako doker na Alasce, po czym przez dwa lata studiował na Uniwersytecie Waszyngtońskim. Na uniwersytecie pracował jako niezależny fotograf za dodatkowe pieniądze. Następnie udał się do Kalifornii, aby podjąć pracę jako kamerzysta.
Debiutował w roli aktorskiej jako szeregowy Golden w telewizyjnym dramacie wojennym ABC Niechętni bohaterowie (The Reluctant Heroes, 1971), którego producentem był Aaron Spelling, z udziałem Kena Berry’ego, Jima Huttona, Triniego Lopeza, Ralpha Meekera, Camerona Mitchella, Soon-Tek Oha i Warrena Oatesa. We wczesnych latach siedemdziesiątych Young znalazł pracę w New World Pictures jako ekipa Rogera Cormana. Wkrótce zagrał postać Kyle’a Toby’ego w komedii erotycznej Jonathana Kaplana Night Call Nurses (1972). Potem dołączył do grupy teatralnej Beverly Hills Playhouse, a także występował głównie w serialach telewizyjnych, w tym Ironside (1972), Kung Fu (1973) z Williamem Kattem i Garym Buseyem, Barnaby Jones (1976), Ryan’s Hope (1979), Flamingo Road (1981) jako Steve z Morgan Fairchild, Nieustraszony (1983), Detektyw Hunter (1984), Niesamowite historie (1985), Zdrówko (1985), Piękna i Bestia (1988) i Napisała: Morderstwo (1994).
W drugiej połowie lat osiemdziesiątych wystąpił w kilku popularnych filmach kinowych, m.in. w Indianie Jonesie i ostatniej krucjacie (1989), Piątku, trzynastego V: Nowym początku (1985) czy Eye of the Wind (1989), gdzie odegrał główną rolę księcia Malko Linge.
W 1996 zerwał z zawodem aktora.